# Talvisota (film)
Talvisota (Fins voor 'winteroorlog') is een Finse film van regisseur Pekka Parikka over de Winteroorlog, een militaire veldtocht van de Sovjet-Unie tegen Finland in de periode 1939-1940. De film kwam uit in 1989, precies vijftig jaar na het begin van de Winteroorlog. De film is gebaseerd op het gelijknamige boek van de Finse schrijver Antti Tuuri.

## Verhaal
Het noodlot van Finse soldateneenheid in Kauhava (Noord-Finland) staat centraal in deze film over de Winteroorlog. De film volgt twee broers, de oudere Martti (Taneli Mäkelä) en de jongere Paavo, die met hun groep in Karelië vechten tegen de Russen. De film begint met het vertrek van de mannen naar de oorlog en eindigt met de aankondiging van vrede en een drama dat filmwetenschapper Sakari Toiviainen 'dramaturgie van Stalin' noemt.

## Stijl

### Boek
Antti Tuuri's verhalen spelen zich vooral af in hetzelfde gebied waar hij zelf is geboren: Kauhava. Tuuri's boek Talvisota is laconiek, stijf en kordaat geschreven. Toen zijn boek in de jaren 60 uitkwam, werd het beschreven als radicaal, beschamend en zelfs spottend. Tuuri koos voor zijn werk het perspectief van een oude man die terugkijkt op de gebeurtissen. Door gebrek aan dialogen is het verhaal monotoon. Zelfs de ergste gebeurtenissen krijgen in het boek geen extra nadruk.

### Film
In het interview met Parikka en Tuuri (gepubliceerd in Scandinavian Newsletter nr. 5, 1990) zegt Parikka: "Antti schrijft zo, dat hij mijn visuele kant in beweging zet. Het is een hele 'ruime' tekst, het is of er tussen de regels veel staat wat ik vorm kan geven en kan doen leven. (...) We spreken in het algemeen niet over wat iets betekent, de interpretatie is mijn werk." Pekka Parikka heeft naast Talvisota nog twee andere boeken van Antti Tuuri verfilmd: Pohjanmaa (1988) en Lakeuden kutsu (2000). Voordat hij deze films maakte, maakte hij tv-series. Voor de boekverfilmingen werkte hij samen met de schrijver van de boeken, Antti Tuuri.
Parikka schreef dialogen die in het boek ontbreken, veranderde het perspectief, ontwikkelde nieuwe personages en schrapte de flashbacks. Tijdens het maken van de film begon Parikka de soldaten die in de Winteroorlog hebben meegevochten, steeds meer te waarderen.
Sinds 1970 kwamen er steeds meer historische films uit in Finland. Men ging anders tegen de geschiedenis aankijken, door de gebeurtenissen te spiegelen aan het heden. De behoefte om over oorlogsgebeurtenissen een film te maken, is volgens Sakari Toiviainen geen uiting van escapisme, maar een manier om de wortels van de eigen identiteit en cultuur te onderzoeken of om de geschiedenis opnieuw te behoordelen. Vanaf 1980 kwamen er meer verfilmingen van boeken en van het leven van schrijvers. Talvisota is hier een voorbeeld van en geeft tegelijkertijd vorm aan een oorlogstrauma.

## Rolverdeling
| Acteur             | Personage           |
| ------------------ | ------------------- |
| Taneli Mäkelä      | Martti Hakala       |
| Vesa Vierikko      | Jussi Kantola       |
| Timo Torikka       | Pentti Saari        |
| Heikki Paavilainen | Vilho Erkkilä       |
| Antti Raivio       | Erkki Somppi        |
| Esko Kovero        | Juho “Jussi” Pernaa |
| Martti Suosalo     | Arvi Huhtala        |
| Markku Huhtamo     | Aatos Laitila       |
| Matti Onnismaa     | Veikko Korpela      |
| Konsta Mäkelä      | Paavo Hakala        |
| Tomi Salmela       | Matti Ylinen        |
| Samuli Edelmann    | Mauri Haapaluoma    |
| Vesa Mäkelä        | Yrjö Haavisto       |
| Aarno Sulkanen     | Kaarlo Sihvo        |
| Kari Kihlström     | Jorma Potila        |
| Esko Salminen      | Matti Laurila       |
| Ari-Kyösti Seppo   | Ahti Saari          |
| Kari Sorvali       | Hannu Jutila        |
| Esko Nikkari       | Yrjö “Ylli” Alanen  |
| Ville Virtanen     | Jaakko Rajala       |
| Pirkko Hämäläinen  | Marjatta Hakala     |
| Leena Suomu        | Liisa Hakala        |
| Tarja Heinula      | Anna Ylinen         |
| Miitta Sorvali     |                     |

## Trivia
- Voor de film werden 1500 Russische uniformen vanuit Rusland naar Finland gebracht. Het was de eerste keer sinds de oorlog dat er Russische uniformen over de grens kwamen. In de uniformen zaten kogelgaten en soms ook nog brieven van de gesneuvelde Russische soldaten. De grimeur was van Russische afkomst. Hij las de brieven, die afkomstig waren uit Afghanistan en niet meer dan een paar jaar daarvoor waren geschreven en nooit waren verstuurd.[8]

## Ontvangst
Talvisota ging ook in Amerika in première, maar werd daar niet gewaardeerd zoals in Europa, waar de film wel prijzen won.
In 1989 won Talvisota in Finland zes Jussi Awards. Vele Finse recensenten zien Talvisota als een remake van Tuntematon sotilas (1955), een verfilming van het gelijknamige boek van de sociaal-realistische Finse schrijver Väinö Linna. Deze werken gaan over een groep soldaten in de vervolgoorlog.
In 1990 in Frankrijk op het Festival du Cinéma Nordique in Rouen kreeg Talvisota de prijs voor de beste mannelijke acteur, Taneli Mäkelä.